# نوري ديميراغ
نوري ديميراغ (بالتركية: Nuri Demirağ)‏ (ولد في 1886 في ديوريجي - توفي 1957 في إسطنبول) كان أحد رواد الصناعة التركية، وكان أحد اثرياء الجمهورية التركية.

## السيرة الذاتية
أول مؤسسة له كانت مصنع لورق السجائر الذي بدأ إنتاجه في عام 1922. ومنذ أواخر العشرينيات من القرن التاسع عشر، استمثر ديميراغ رأسماله في تطوير شبكة السكك الحديدية التركية. وبسبب هذا الاستثمار، قدم له مصطفى كمال أتاتورك لقب «ديميراغ» بمعنى شبكة الحديد، وأصبح اللقب قانونيًا كنيته في سنة 1934.
عام 1936 قام بتأسيس مصنع للطائرات وظف فيه 500 شخص في بشكطاش-إسطنبول (أممته الحكومة لاحقًا، والآن هو متحف البحرية). أنتج المصنع Nu D.36 وهي طائرة تدريب بمقعدين، وطائرة Nu D.38 وهي طائرة بمحرك مزدوج بأجنحة خفيفة مخصصة للنقل.
عام 1946 أسس حزبًا معارضًا، اسمه حزب التنمية الوطني (Milli Kalkınma Partisi)، ولكنه فشل في الحصول على الأصوات المطلوبة لدخول البرلمان التركي في الانتخابات العامة 1946 و1950، وحل الحزب في نهاية المطاف في عام 1958 بعد عام من وفاته. وفي عام 1954، انتخب عضوًا في البرلمان عن سيفاس نيابة عن الحزب الديمقراطي، الذي فاز في الانتخابات العامة.
تبرع ديميراغ بطائراته إلى مدرسته للطيران (مدرسة قوك Gök Okulu) في يشيل كوي، التي أسسها لجذب اهتمام الشباب الأتراك إلى الطيران. وقد أممت الحكومة التركية الأرض التي بنيت عليها المدرسة في وقت لاحق، وهو الآن مطار أتاتورك الدولي.

## وفاته
توفي ديميراغ في عام 1957 بمرض السكري.